# Plankan (övning)
För andra betydelser, se Planka.

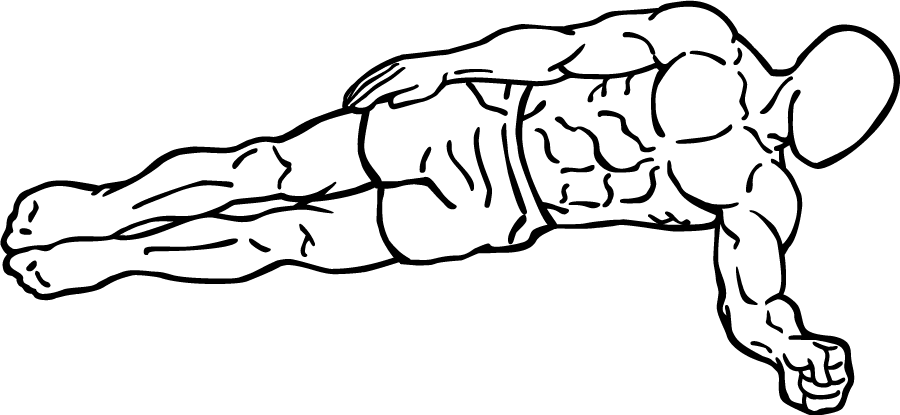
En modifierad version av övningen.

Plankan är en statisk övning för musklerna i magen och ryggen. Övningen utförs genom att man ligger plan på marken och lyfter upp sig själv på tår och underarmar. Övningens mål är att hålla den ställningen så länge som möjligt.
Detta stärker mag- och ryggmusklerna samt axlarna, och underlättar utövandet av många sporter.
Nuvarande världsrekordet i att hålla plankan är 9 timmar, 30 minuter och 1 sekund, och togs av Daniel Scali (Australien) den 6 augusti 2021.